# Fiskars
Fiskars Oyj Abp (NASDAQ OMX: FIS1V) er en metal- og designkoncern, som er etableret i 1649 i en lille industriby Fiskars, en lokalitet som i dag er en del af byen Raseborg i Finland, som ligger omkring 100 km vest for Helsinki. Fiskars kendes primært for sine sakse, økser og højkvalitets-knive. Koncernens omsætning var i 2014 på 767,5 mio. Euro og der var 4.832 ansatte. Fiskars driver en række datterselskaber med forskellige mærker her i blandt Arabia, Royal Albert, Rogaška, Waterford, Iittala, Gerber Legendary Blades, Waterford Crystal, Wedgwood, Royal Doulton, Hackman, Rörstrand, Raadvad og Royal Copenhagen herigennem Georg Jensen.
I en afstemning hos det finske marketingsmagasin Markkinointi & Mainonta, bliver Fiskars' brands regelmæssigt fundet blandt Finlands mest værdsatte mærker.

## Historie
Fiskars blev etableret i 1649, da den hollandske købmand Peter Thorwöste fik et privilegie til at etablere en højovn og en smedje i den lille landsby Fiskars. I højovnene blev produceret råjern, der blev tækket til smedejern på et hammerværk drevet af møllehjul. I de tidlige år fremstillede Fiskars søm, wirer, hakker og metalforstærkede hjul af smedejern.
Efterhånden som industrialiseringen fik fart i Europa udvidede Fiskars til stål og jernvarer. Der blev fremstillet jordbrugsmaskiner, dampmaskiner, køkkengrej herunder lysestager, gafler, knive og sakse. De første sakse fra Fiskars blev fremstillet for mere end 130 år siden og de var fremstillet af smedestål.
Fiskars blev børsnoteret på Helsinki børs i 1915.

## Koncernstruktur
Fiskars er den største aktionær i koncernen Wärtsilä og driver desuden en ejendomskoncern.
Koncernen har datterselskaber i Australien, Belgien, Canada, Kina, Danmark, Finland, Frankrig, Tyskland, Ungarn, Italien, Japan, Mexico, Norge, Polen, Rusland, Sverige, Storbritannien og USA. Koncernen har fremstillingsfaciliteter i bl.a. Taiwan og Kina.
De moderne produkter omfatter også keramik, glas, redskaber, køkkengrej og både.